# Szentkirályszabadja
Szentkirályszabadja è un comune dell'Ungheria di 2.122 abitanti (dati 2001). È situato nella contea di Veszprém.